# 條紋犬牙石首魚
條紋犬牙石首魚為輻鰭魚綱鱸形目鱸亞目石首魚科的其中一種，其种加词“striatus”意为“有条纹的”。分布於西南大西洋區，從巴西南部至阿根廷中部海域，體長可達60公分，可做為食用魚。